# Playa del Norte (Torreblanca)
La playa del Norte es una playa de arena del municipio de Torreblanca en la provincia de Castellón (España).
Esta playa limita al norte con Carrassa Mon Rossí y al sur con la Playa de Torrenostra y tiene una longitud de 600 m, con una amplitud de 60 m.
Se sitúa en un entorno urbano, disponiendo de acceso por calle y carretera. Cuenta con paseo marítimo y aparcamiento delimitado. Es una playa balizada con zona balizada para salida de embarcaciones.
La playa dispone de puesto de socorro, juegos infantiles y una zona habilitada y balizada para desembarcadero de embarcaciones ligeras que la hace ideal para la práctica de vela ligera motos de agua etc..
- Esta playa cuenta con el distintivo de Bandera Azul desde 1994